# Selçuk Erverdi
Selçuk Erverdi, né en 1927 à Erzurum et mort le 22 avril 2014, et un avocat et homme politique turc.
Diplômé de la faculté de droit de l'Université d'Ankara, avocat de formation, ancien bâtonnier du barreau d'Erzurum (1960-1964). Membre du parti républicain du peuple (CHP), député d'Erzurum (1969-1980), ministre de la justice (1977). 